# Bart van Hintum
Bart van Hintum (Oss, 16 gennaio 1987) è un calciatore olandese, difensore dell'Alcmaria.

## Caratteristiche tecniche
Gioca come terzino sinistro.

## Carriera
Dal 2007 al 2010 ha giocato in Eerste Divisie (la seconda serie olandese) con la maglia dell'TOP Oss, squadra della sua città natale, con cui in una stagione ha anche disputato i play-off per la promozione in Eredivisie (la massima serie olandese). Nella stagione 2010-2011 ha giocato ancora in seconda serie con la maglia del Dordrecht, mentre nella stagione 2011-2012 ha ottenuto una promozione in Eredivisie con il PEC Zwolle, con la cui maglia l'anno seguente ha segnato un gol in 12 presenze nella massima serie olandese; è stato riconfermato anche per la stagione 2013-2014. Nella stagione 2016-2017 ha giocato nella prima divisione turca con la maglia del Gaziantepspor. Nell'estate del 2019 si trasferisce a parametro zero al Groningen dopo l'esperienza all'Heracles Almelo.

## Palmarès

### Club

#### Competizioni nazionali
- Eerste Divisie: 1

PEC Zwolle: 2011-2012
- Coppa dei Paesi Bassi: 1

PEC Zwolle: 2013-2014
- Supercoppa dei Paesi Bassi: 1

PEC Zwolle: 2014